# Georg Stratmann
Georg Stratmann (* 12. Mai 1878 in Löningen; † 6. Dezember 1949 ebenda) war ein deutscher Politiker.
Stratmann war während seiner beruflichen Laufbahn als Bankdirektor tätig und diente zeitweise auch als Bürgermeister seiner Heimatstadt. 
Als Abgeordneter der CDU gehörte er von der ersten Sitzung am 30. Januar 1946 bis zur letzten am 6. November 1946 dem Ernannten Landtag von Oldenburg an.

## Quelle
- Barbara Simon: Abgeordnete in Niedersachsen 1946–1994. Biographisches Handbuch. Hrsg. vom Präsidenten des Niedersächsischen Landtages. Niedersächsischer Landtag, Hannover 1996, S. 373

| Personendaten    | Personendaten                  |
| ---------------- | ------------------------------ |
| NAME             | Stratmann, Georg               |
| KURZBESCHREIBUNG | deutscher Politiker (CDU), MdL |
| GEBURTSDATUM     | 12. Mai 1878                   |
| GEBURTSORT       | Löningen                       |
| STERBEDATUM      | 6. Dezember 1949               |
| STERBEORT        | Löningen                       |